# US Open 1977
US Open 1977 var en tennisturnering, der blev spillet udendørs på grusbaner af typen Har-Tru i West Side Tennis Club i Forest Hills, New York City, USA i perioden 31. august - 11. september 1977. Det var den 97. udgave af US Open gennem tiden og den 10. udgave af mesterskabet i tennissportens åbne æra, og det var sæsonens fjerde og næstsidste grand slam-turnering. Det var endvidere den sidste udgave af mesterskabet, der blev spillet i West Side Tennis Club, inden det året efter blev flyttet ca. 3 km nordpå til USTA National Tennis Center i Flushing Meadows, hvor turneringen fremover blev afviklet på hardcourt. Det betød også, at det var det tredje og sidste US Open, hvor kampene blev spillet på grusbaner.
Herresinglemesterskabet blev vundet af Guillermo Vilas, som i finalen besejrede den forsvarende mester, Jimmy Connors, med 2-6, 6-3, 7-6(4), 6-0 i en kamp, der varede 3 timer og 16 minutter, og som blev overværet af 12.644 tilskuere. Vilas vandt dermed sin første og eneste US Open-titel i sin karriere og den anden af sine fire grand slam-titler i single. Connors var i US Open-finalen for fjerde år i træk, og ligesom i 1975 måtte han forlade slutkampen i taberens rolle. Finalesejren var Vilas' 39. vundne kamp i træk og hans 46. vundne gruskamp i træk.
Damesingletitlen gik til Chris Evert, der vandt over Wendy Turnbull i finalen med 7-6(3), 6-2, mens 12.587 tilskuere så på. Evert vandt titlen for tredje år i træk som den første kvinde i tennissportens åbne æra og som den første, siden Maureen Conolly vandt mesterskabet i 1951, 1952 og 1953. Det var endvidere Everts syvende grand slam-titel i damesingle, og finalen var hendes 113. vundne gruskamp i træk i en stime, der havde varet i fire år. Wendy Turnbull var i den første af sine tre grand slam-finaler i single, og den blev hendes eneste US Open-finale i karrieren.
I herredoubleturneringen sejrede Bob Hewitt og Frew McMillan efter finalesejr over Brian Gottfried og Raúl Ramírez med 6-4, 6-0. Den sydafrikanske duo vandt dermed den fjerde af deres fem grand slam-titler i herredouble som makkere, og det var deres første og eneste US Open-titel. Hewitt vandt den ottende af sine ni grand slam-titler i herredouble i karrieren, men det var hans første og eneste herredoubletitel i US Open. McMillan vandt den fjerde af sine fem grand slam-titler i herredouble, og det var også hans første og eneste US Open-herredoubletriumf. Både Gottfried og Ramírez var i deres første og eneste US Open-finale i herredouble.
Damedoublemesterskabet blev vundet af Martina Navratilova og Betty Stöve, som i finalen besejrede Renée Richards og Betty-Ann Stuart med 6-1, 7-6. Navratilova vandt den første af sine ni US Open-mesterskaber i damedouble og den tredje af sine i alt 31 damedoubletitler på grand slam-niveau i karrieren, men det var hendes eneste grand slam-triumf med Stöve som makker. Hollænderen vandt US Open i damedouble for anden gang, efter at hun i 1972 havde sejret for første gang med Françoise Dürr ved sin side, og det var hendes fjerde grand slam-titel i damedouble. Richards, der var født som mand, spillede sin første professionelle turnering, siden hun i 1975 havde gennemgået en kønsskifteoperation, og både Richards og Stuart var i den første og eneste grand slam-finale i deres karrierer.
Endelig blev mixed double-rækken vundet af Frew McMillan og Betty Stöve, der vandt den første af deres fire grand slam-titler i mixed double som makkere. I finalen slog de Vitas Gerulaitis og Billie Jean King med 6-2, 3-6, 6-3. McMillan vandt sin anden grand slam-titel i mixed double og den første ved US Open-mesterskabet i mixed double, mens sejren var Stöves første mixed double-titel i en grand slam-turnering. 
Mesterskabet bød derudover på en række bemærkelsesværdige begivenheder, der var så kontroversielle eller bizarre, at man 35 år senere stadig betegnede turneringen som "den vildeste Open, der nogensinde er spillet".

## Kontroverser
US Open 1977 bød på en række bemærkelsesværdige begivenheder, der var så kontroversielle eller bizarre, at man 35 år senere stadig betegnede turneringen som "den vildeste Open, der nogensinde er spillet".

### Første transkønnede spiller
43-årige Renée Richards, der var født som mand, spillede sin første professionelle turnering, siden hun i 1975 havde gennemgået en kønsskifteoperation.
I 1950'erne havde han flere gange deltaget i det amerikanske mesterskab i herresingle med en plads i anden runde i 1955 og 1957 som bedste resultater, og han havde i 1972 været i finalen om det amerikanske mesterskab for spillere over 35 år. Efter at have skiftet køn begyndte Richards i 1976 som kvinde at deltage i regionale tennisturneringer i Californien med gode resultater til følge. Bl.a. vandt hun La Jolla Tennis Tournament Championships, hvor hun knuste sine modstandere, og efterfølgende blev hun inviteret til at deltage i den professionelle turnering Tennis Week Open i South Orange, New Jersey. Men 25 af de 32 deltagere i turneringen meldte afbud, og USTA og WTA trak deres støtte til turneringen tilbage. Derefter ansøgte hun om at deltage i US Open 1976, men USTA, WTA og USA's Olympiske Komite (USOC) havde på det tidspunkt en regel om at kvindelige atleter skulle verificere deres køn ved en kønskromatin-test, men Richards afviste at gennemføre testen og blev derfor nægtet deltagelse i US Open og andre turneringer i sommeren 1976.
Renée Richards sagsøgte derefter US Open-arrangøren United States Tennis Association for kønsdiskrimination og overtrædelse af New Yorks menneskerettighedslov. Hun lagde vægt på, at deltagelse i turneringen som kvinde ville være en anerkendelse af hendes ret til at være kvinde. Omvendt frygtede USTA, at flere mænd ville undergå kønsskifteoperationer for at kunne spille kvindetennis. Sports Illustrated kaldte Richards et "ekstraordinært spektakel", og karakteriserede reaktionerne på hende som "skiftende fra forbløffelse til mistænksomhed, sympati, foragt og mest af alt forvirring." USOC erklærede, at "der er en konkurrencemæssig fordel for en mand, der har gennemført en kønsskifteoperation som følge af fysisk træning og udvikling som mand." Til sidst indvilligede Richards i at tage testen, men resultatet var ikke entydigt. Hun afviste at tage den igen og blev derfor nægtet at stille op.
Den 16. august 1977 – to uger før starten på US Open 1977 – afgjorde New Yorks højesteret sagen til fordel for Richards. Dommeren havde besluttet, at sagsøgeren nu var en kvinde, og at det var "groft unfair, diskriminerende og uretfærdigt samt en krænkelse af hendes rettigheder" at kræve en kønskromatin-test. Dommeren afgjorde endvidere, at USTA bevidst havde diskrimineret Richards og udstedte et påbud til USTA og USOC om, at hun fik lov til at deltage i US Open. Afgørelsen bliver i dag betragtet som en milepæl for transkønnedes rettigheder.
Renée Richards tabte i første runde af singleturneringen til Virginia Wade med 1-6, 4-6, men i damedoublerækken nåede hun helt frem til finalen, hvor hun med Mary-Ann Stuart som makker tabte til Martina Navratilova og Betty Stöve.

### Vådeskud
Kort inde i en kamp på Forest Hills Stadium i tredje runde mellem John McEnroe og Eddie Dibbs, der blev spillet om aftenen søndag den 4. september 1977, opstod der pludselig tumult blandt de 6.943 tilskuere, fordi en 33-årig tilskuer var blevet skudt i venstre lår. Politiet antog senere, at der var tale om at vådeskud, der var blevet affyret fra en lejlighed i nærheden, men på det tidspunkt var New York City stadig ved at komme sig over de plyndringer, der var sket under en omfattende strømafbrydelse i juli 1977, og seriemorderen Son of Sams terrorisering af byens befolkning i det meste af sommeren. Den berømte tenniskommentator Bud Collins sagde: "Det havde været en vanvittig sommer i New York, og vi spekulerede allesammen på om der ville komme endnu et skud." Da kampens dommer fortalte McEnroe og Dibbs om, hvad der var sket, var de klar til at forlade banen. Beskeden til spillerne blev imidlertid korrigeret til, at en tilskuer var gået i shock. Så kampen blev efter seks minutters afbrydelse genoptaget, og John McEnroe, der spillede sin første US Open som senior, og som tidligere på sommeren ved Wimbledon-mesterskaberne havde chokeret tennisverdenen ved som kvalifikant at spille sig frem til semifinalerne, vandt kampen mod Eddie Dibbs med 6-2, 4-6, 6-4, og først senere blev spillerne orienteret om, at der rent faktisk havde fundet en skudepisode sted.

### Racisme
Beslutningen om fremover at flytte US Open fra det velstående Forest Hills – en bydel i Queens – til et nyt, meget større anlæg i den kakofoniske Flushing Meadows-Corona Park i bydelen Corona på den anden side af Long Island Expressway, dog stadig i Queens, havde været årsag til en betændt debat, siden turneringen begyndte. West Side Tennis Club havde historien på sin side, for bortset fra tre års fravær i begyndelsen af 1920'erne var mesterskabet blevet spillet i klubben siden 1915, og klubhuset i tudorstil var på den tid næsten lige så stort et ikon i tenniskulturen som Wimbledon-mesterskabernes Centre Court. Men US Open havde vokset sig for stort til faciliteterne i den private klub, og United States Tennis Association (USTA) var opsat på at flytte turneringen til Flushing Meadows. Dette var imidlertid ikke populært blandt alle spillere, og slet ikke for den traditionelle værtsklub.
På en pressekonference, der blev afholdt om formiddagen den 8. september, og som egentlig var blevet indkaldt for at italesætte West Side Tennis Clubs ønske om fremover at beholde mesterskabet i klubben, kritiserede formanden for klubbens US Open-udvalg, William J. McCullough, USTA's beslutning om fremover at flytte arrangementet fra Forest Hills til et nyopført anlæg i Flushing Meadow Park og udtalte bl.a.: "Når US Open kommer til Forest Hills, så kommer turneringen til omgivelser, der ønsker den. Lad os nu tale om at flytte fra et venligt, samarbejdende miljø til et ukendt ... Befolkningen i Corona, 95 % er negre ... Jeg hævder dette: når de flytter herfra til en park, kommer de til at indse, at de både får problemer med at få tennisfansene til at komme og med at få lokalområdet til at samarbejde med dem."  
McCulloghs udtalelser blev mødt med kritik, dels fordi hans kommentarer vedr. befolkningssammensætningen i bydelen Corona i Queens som "95 % negre" ikke stemte overens med data fra folketællingen fra 1970, der viste, at området var beboet af ca. 84 % hvide amerikanere, dels fordi hans bemærkninger blev opfattet som racistiske. Som reaktion på udtalelserne sagde USTA's formand, Slew Hester, "at McCulloughs kommentarer vedr. Queens borough var et udtryk for meget dårlig smag". Arthur Ashe, den eneste sorte vinder af US Open indtil da og det eneste sorte medlem af West Side Tennis Club, efter at han blev optaget som æresmedlem i klubben efter sin triumf i 1968, sagde, at han havde i sinde at tale med McCullough om hans udtalelser og tilføjede: "Mit første indtryk er, at det han sagde lyder institutionelt racistisk. Det lyder som et racistisk angreb, hvis jeg nogensinde har hørt et."
Dagen efter meddelte klubben, at William J. McCullough var trådt tilbage som bestyrelsesmedlem i klubben og som formand for dens US Open-udvalg "på grund af sine uheldige bemærkninger til pressen, der antydede, at flytningen af US Open til Flushing Meadow Park som nabo til et overvejende sort lokalområde ville skabe problemer for US Open på grund af inddragelsen af parkarealer med offentlig adgang til brug som tennisanlæg.". Og klubbens formand, Lindley Hoffman, måtte understrege, at McCulloughs udtalelser "på ingen måde repræsenterede holdningen hos bestyrelsen eller medlemmerne af West Side Tennis Club".

### Bombetrussel
Tekst mangler, hjælp os med at skrive teksten

### Connors slettede boldmærke
Jimmy Connors lagde ekstra længder til sit renommé som sportens bad boy, da han i semifinalen mod Corrado Barazzutti udførte en af de mest bizarre og usportslige handlinger i turneringens historie. Det bemærkelsesværdige øjeblik indtraf i første sæts syvende parti, hvor Connors slog en baghåndsvinder, der blev dømt inde af linjedommeren på Barazzuttis banehalvdel på et tidspunkt, hvor italieneren havde en breakbold i Connors's serveparti. Barazzutti var imidlertid af den opfattelse at bolden var ude, så han bad dommeren om at inspicere boldmærket, men inden dommeren nåede ned på banen, var Connors løbet over på sin modstanders banehalvdel og havde slettet boldmærket, så dommeren ikke havde mulighed for at omstøde linjedommerens dom.
Handlingen blev belønnet med en pibekoncert fra publikum, men Connors slap med en formaning fra dommeren.
Handlingen fik formentlig ikke afgørende betydning for kampen, som Connors vandt med 7-5, 6-3, 7-5. Han tabte dagen efter finalen til Guillermo Vilas, men der var i første omgang lidt tvivl om, hvorvidt linjedommeren i finalen havde dømt Connors' sidste slag ude. Men da det blev fastslået, at amerikanerens slag var dømt ude, rakte Vilas armene i vejret som tegn på sejren. Og helt usædvanligt for en tenniskamp blev banen invaderet af den vindende argentiners fans, der løftede ham op på deres skuldre. Connors nåede ikke frem til det traditionelle håndtryk med Vilas ved nettet, inden Vilas' fans fik omringet ham, og i tumulten forlod den skuffede Connors banen inden præmieoverrækkelsen.

### Spaghettiketcheren
En anden stor historie i herresingleturneringen handlede om en ketcher. I begyndelsen af 1970'erne skabte en tysk tennisentusiast ved navn Werner Fischer en dobbelt opstrenget tennisketcher, hvis usædvanlige opstrengning genererede ualmindeligt meget topspin og høje boldopspring. Den blev hurtigt kendt som "spaghettiketcheren" og blev populær blandt tyske amatørspillere, og efterhånden fandt den også vej ind i de professionelle spilleres rækker. Herunder til den australske veteran Barry Phillips-Moore, der opnåede en række sejre med den specielle ketcher. I foråret 1977 rejste den unge amerikanske professionelle spiller Mike Fishbach rundt til tennisturneringer i Europa, hvor han bemærkede Phillips-Moore spille med spaghettiketcheren, men australieren tillod ham ikke at kigge nærmere på ketcheren. Under en turnering i Gstaad stødte han imidlertid på en lignende ketcher i en kameraforretning (af alle steder). Butiksejeren lod ham ikke købe ketcheren, men Fishbach fik et så godt billede af den, at han var sikker på at kunne efterligne den specielle opstrengning. Tilbage i USA brugte han ca. 30 timer sammen med sin bror på at opstrenge en ketcher ved brug af nylonstrenge, persiennesnor, plastrør og tape. Og deres udgave af spaghettiketcheren havde den ønskede effekt. 
Fishbach, der var rangeret som nr. 200 på ATP's verdensrangliste, vandt tre kampe i kvalifikationsturneringen og opnåede dermed adgang til hovedturneringen. I første runde af hovedturneringen vandt han over talentet Billy Martin, mens han i anden runde knuste den tidligere Wimbledon- og US Open-mester Stan Smith med 6-0, 6-2. På det tidspunkt var ketcheren blevet et kontroversielt anliggende, og der var allerede på det tidspunkt snak om at forbyde den. Fishbach tabte i tredje runde til John Feaver.
Nogle uger senere blev ketcheren forbudt efter at Ilie Năstase havde brugt den til at besejre Guillermo Vilas ved en turnering i Frankrig, hvilket satte en stopper for Vilas' stime på 53 vundne kampe i træk på grus. Argentineren var så forarget, at han forlod banen i protest efter to sæt.

### Anti-apartheid-demonstration
Tekst mangler, hjælp os med at skrive teksten

## Præmier
Den samlede præmiesum for US Open 1977 androg $ 462.420, hvilket var en stigning på 11 % i forhold til året før.
| Pengepræmier    | Pengepræmier | Pengepræmier | Pengepræmier | Pengepræmier | Pengepræmier |
| Resultat        | Herresingle  | Damesingle   | Herredouble  | Damedouble   | Mixed double |
| Resultat        | Pr. spiller  | Pr. spiller  | Pr. par      | Pr. par      | Pr. par      |
| --------------- | ------------ | ------------ | ------------ | ------------ | ------------ |
| Vindere         | $ 33.000     | $ 33.000     | $ 13.125     | $ 13.125     | $ 6.500      |
| Finalister      | $            | $            | $            | $            | $            |
| Semifinalister  | $            | $            | $            | $            | $            |
| Kvartfinalister | $            | $            | $            | $            | $            |
| 1/8-finalister  | $            | $            | $            | $            | $            |
| 1/16-finalister | $            | $            | $            | $            | $            |
| 1/32-finalister | $            | $            | $            | $            | $            |
| 1/64-finalister | $            | $            | -            | -            | -            |

## Resultater

### Vindere og finalister
Der blev afviklet fem mesterskabsrækker, og finaleresultaterne for disse mesterskaber er angivet nedenfor.
| Kategori | Række        | Vinder                          | Finalist                          | Finaleresultat        |
| -------- | ------------ | ------------------------------- | --------------------------------- | --------------------- |
| Senior   | Herresingle  | Guillermo Vilas                 | Jimmy Connors                     | 2−6, 6−3, 7−6(4), 6−0 |
| Senior   | Damesingle   | Chris Evert                     | Wendy Turnbull                    | 7−6(3), 6−2           |
| Senior   | Herredouble  | Bob Hewitt Frew McMillan        | Brian Gottfried Raúl Ramírez      | 6−4, 6−0              |
| Senior   | Damedouble   | Martina Navratilova Betty Stöve | Renée Richards Betty-Ann Stuart   | 6−1, 7−6              |
| Senior   | Mixed double | Frew McMillan Betty Stöve       | Billie Jean King Vitas Gerulaitis | 6−2, 3−6, 6−3         |
| Junior   | Drengesingle | Van Winitsky                    | Eliot Teltscher                   | 6−4, 6−4              |
| Junior   | Pigesingle   | Claudia Casablanca              | Lea Antonoplis                    | 6−3, 2−6, 6−2         |

Nedenfor er resultaterne fra ottendedelsfinaler og frem i singlerækkerne samt fra kvartfinalerne og frem i doublerækkerne angivet. For komplette resultater henvises til de uddybende artikler.

### Herresingle
| Ottendedelsfinaler | Ottendedelsfinaler | Ottendedelsfinaler | Ottendedelsfinaler | Ottendedelsfinaler | Ottendedelsfinaler | Ottendedelsfinaler |  |    | Kvartfinaler    | Kvartfinaler       | Kvartfinaler | Kvartfinaler | Kvartfinaler | Kvartfinaler | Kvartfinaler |  |  | Semifinaler | Semifinaler        | Semifinaler | Semifinaler | Semifinaler | Semifinaler | Semifinaler |  |  | Finale | Finale          | Finale | Finale | Finale | Finale | Finale |
|                    |                    |                    |                    |                    |                    |                    |  |    |                 |                    |              |              |              |              |              |  |  |             |                    |             |             |             |             |             |  |  |        |                 |        |        |        |        |        |
| 1                  | Björn Borg         | 6                  | 4                  | 0r                 |                    |                    |  |    |                 |                    |              |              |              |              |              |  |  |             |                    |             |             |             |             |             |  |  |        |                 |        |        |        |        |        |
| 10                 | Dick Stockton      | 3                  | 6                  | 1                  |                    |                    |  |    | 10              | Dick Stockton      | 4            | 4            | 2            |              |              |  |  |             |                    |             |             |             |             |             |  |  |        |                 |        |        |        |        |        |
| 12                 | Harold Solomon     | 7                  | 6                  |                    |                    |                    |  | 12 | Harold Solomon  | 6                  | 6            | 6            |              |              |              |  |  |             |                    |             |             |             |             |             |  |  |        |                 |        |        |        |        |        |
| 8                  | Vitas Gerulaitis   | 6                  | 3                  |                    |                    |                    |  |    |                 |                    |              |              |              |              |              |  |  | 12          | Harold Solomon     | 2           | 6           | 2           |             |             |  |  |        |                 |        |        |        |        |        |
| 4                  | Guillermo Vilas    | 6                  | 6                  |                    |                    |                    |  |    |                 |                    |              |              |              |              |              |  |  | 4           | Guillermo Vilas    | 6           | 7           | 6           |             |             |  |  |        |                 |        |        |        |        |        |
|                    | José Higueras      | 3                  | 1                  |                    |                    |                    |  |    | 4               | Guillermo Vilas    | 6            | 6            | 6            |              |              |  |  |             |                    |             |             |             |             |             |  |  |        |                 |        |        |        |        |        |
|                    | John Feaver        | 7                  | 4                  | 2                  |                    |                    |  |    | Raymond Moore   | 1                  | 1            | 0            |              |              |              |  |  |             |                    |             |             |             |             |             |  |  |        |                 |        |        |        |        |        |
|                    | Raymond Moore      | 5                  | 6                  | 6                  |                    |                    |  |    |                 |                    |              |              |              |              |              |  |  |             |                    |             |             |             |             |             |  |  | 4      | Guillermo Vilas | 2      | 6      | 7      | 6      |        |
|                    | Corrado Barazzutti | 6                  | 6                  |                    |                    |                    |  |    |                 |                    |              |              |              |              |              |  |  |             |                    |             |             |             |             |             |  |  | 2      | Jimmy Connors   | 6      | 3      | 6      | 0      |        |
|                    | Butch Walts        | 2                  | 0                  |                    |                    |                    |  |    |                 | Corrado Barazzutti | 6            | 6            | 6            |              |              |  |  |             |                    |             |             |             |             |             |  |  |        |                 |        |        |        |        |        |
| 15                 | Wojciech Fibak     | 7                  | 3                  | 4                  |                    |                    |  | 3  | Brian Gottfried | 2                  | 1            | 2            |              |              |              |  |  |             |                    |             |             |             |             |             |  |  |        |                 |        |        |        |        |        |
| 3                  | Brian Gottfried    | 6                  | 6                  | 6                  |                    |                    |  |    |                 |                    |              |              |              |              |              |  |  |             | Corrado Barazzutti | 5           | 3           | 5           |             |             |  |  |        |                 |        |        |        |        |        |
| 5                  | Manuel Orantes     | 6                  | 6                  |                    |                    |                    |  |    |                 |                    |              |              |              |              |              |  |  | 2           | Jimmy Connors      | 7           | 6           | 7           |             |             |  |  |        |                 |        |        |        |        |        |
|                    | John McEnroe       | 2                  | 3                  |                    |                    |                    |  |    | 5               | Manuel Orantes     | 2            | 4            | 3            |              |              |  |  |             |                    |             |             |             |             |             |  |  |        |                 |        |        |        |        |        |
| 11                 | Roscoe Tanner      | 0                  | 2                  |                    |                    |                    |  | 2  | Jimmy Connors   | 6                  | 6            | 6            |              |              |              |  |  |             |                    |             |             |             |             |             |  |  |        |                 |        |        |        |        |        |
| 2                  | Jimmy Connors      | 6                  | 6                  |                    |                    |                    |  |    |                 |                    |              |              |              |              |              |  |  |             |                    |             |             |             |             |             |  |  |        |                 |        |        |        |        |        |

### Damesingle
| Ottededelsfinaler | Ottededelsfinaler   | Ottededelsfinaler | Ottededelsfinaler | Ottededelsfinaler |  |   | Kvartfinaler        | Kvartfinaler   | Kvartfinaler | Kvartfinaler | Kvartfinaler |  |  | Semifinaler | Semifinaler         | Semifinaler | Semifinaler | Semifinaler |  |  | Finale | Finale         | Finale | Finale | Finale |
|                   |                     |                   |                   |                   |  |   |                     |                |              |              |              |  |  |             |                     |             |             |             |  |  |        |                |        |        |        |
| 1                 | Chris Evert         | 6                 | 6                 |                   |  |   |                     |                |              |              |              |  |  |             |                     |             |             |             |  |  |        |                |        |        |        |
|                   | Nancy Richey        | 3                 | 0                 |                   |  |   | 1                   | Chris Evert    | 6            | 6            |              |  |  |             |                     |             |             |             |  |  |        |                |        |        |        |
| 7                 | Billie Jean King    | 6                 | 3                 | 7                 |  | 7 | Billie Jean King    | 2              | 0            |              |              |  |  |             |                     |             |             |             |  |  |        |                |        |        |        |
| 9                 | Kerry Melville Reid | 1                 | 6                 | 6                 |  |   |                     |                |              |              |              |  |  | 1           | Chris Evert         | 6           | 7           |             |  |  |        |                |        |        |        |
|                   | Tracy Austin        | 6                 | 7                 |                   |  |   |                     |                |              |              |              |  |  | 5           | Betty Stöve         | 3           | 5           |             |  |  |        |                |        |        |        |
|                   | Virginia Ruzici     | 3                 | 5                 |                   |  |   |                     | Tracy Austin   | 2            | 2            |              |  |  |             |                     |             |             |             |  |  |        |                |        |        |        |
| 5                 | Betty Stöve         | 6                 | 6                 |                   |  | 5 | Betty Stöve         | 6              | 6            |              |              |  |  |             |                     |             |             |             |  |  |        |                |        |        |        |
|                   | Kathy Kuykendall    | 3                 | 0                 |                   |  |   |                     |                |              |              |              |  |  |             |                     |             |             |             |  |  | 1      | Chris Evert    | 7      | 6      |        |
| 12                | Wendy Turnbull      | 4                 | 6                 | 6                 |  |   |                     |                |              |              |              |  |  |             |                     |             |             |             |  |  | 12     | Wendy Turnbull | 6      | 2      |        |
| 6                 | Rosemary Casals     | 6                 | 0                 | 0                 |  |   | 12                  | Wendy Turnbull | 6            | 6            |              |  |  |             |                     |             |             |             |  |  |        |                |        |        |        |
|                   | Mona Guerrant       | 5                 | 4                 |                   |  | 3 | Virginia Wade       | 2              | 1            |              |              |  |  |             |                     |             |             |             |  |  |        |                |        |        |        |
| 3                 | Virginia Wade       | 7                 | 6                 |                   |  |   |                     |                |              |              |              |  |  | 12          | Wendy Turnbull      | 2           | 7           | 6           |  |  |        |                |        |        |        |
| 10                | Mima Jaušovec       | 6                 | 6                 |                   |  |   |                     |                |              |              |              |  |  | 2           | Martina Navratilova | 6           | 5           | 4           |  |  |        |                |        |        |        |
| 8                 | Dianne Fromholtz    | 3                 | 2                 |                   |  |   | 10                  | Mima Jaušovec  | 4            | 1            |              |  |  |             |                     |             |             |             |  |  |        |                |        |        |        |
|                   | Marise Kruger       | 2                 | 1                 |                   |  | 2 | Martina Navratilova | 6              | 6            |              |              |  |  |             |                     |             |             |             |  |  |        |                |        |        |        |
| 2                 | Martina Navratilova | 6                 | 6                 |                   |  |   |                     |                |              |              |              |  |  |             |                     |             |             |             |  |  |        |                |        |        |        |

### Herredouble
| Bob Hewitt    |
| Frew McMillan |

| Paul Kronk    |
| Cliff Letcher |

| Bob Hewitt    |
| Frew McMillan |

| Bob Lutz   |
| Stan Smith |

| Bob Carmichael |
| Brian Teacher  |

| Bob Carmichael |
| Brian Teacher  |

| Bob Hewitt    |
| Frew McMillan |

| Syd Ball    |
| Kim Warwick |

| Brian Gottfried |
| Raúl Ramírez    |

| Tom Okker     |
| Marty Riessen |

| Syd Ball    |
| Kim Warwick |

| Álvaro Fillol |
| Jaime Fillol  |

| Brian Gottfried |
| Raúl Ramírez    |

| Brian Gottfried |
| Raúl Ramírez    |

### Damedouble
| Martina Navratilova |
| Betty Stöve         |

| Julie Anthony    |
| Billie Jean King |

| Martina Navratilova |
| Betty Stöve         |

| Françoise Dürr |
| Virginia Wade  |

| Kerry Reid    |
| Greer Stevens |

| Kerry Reid    |
| Greer Stevens |

| Martina Navratilova |
| Betty Stöve         |

| Lesley Charles |
| Sue Mappin     |

| Renée Richards   |
| Betty-Ann Stuart |

| Renée Richards   |
| Betty-Ann Stuart |

| Renée Richards   |
| Betty-Ann Stuart |

| Lele Forood     |
| Raquel Giscafré |

| Lele Forood     |
| Raquel Giscafré |

| Patricia Bostrom |
| Mary Carillo     |

### Mixed double
| Bob Hewitt    |
| Greer Stevens |

| Fred McNair    |
| JoAnne Russell |

| Bob Hewitt    |
| Greer Stevens |

| Vitas Gerulaitis |
| Billie Jean King |

| Vitas Gerulaitis |
| Billie Jean King |

| Ross Case     |
| Mona Guerrant |

| Vitas Gerulaitis |
| Billie Jean King |

| Butch Walts   |
| Kristien Shaw |

| Frew McMillan |
| Betty Stöve   |

| Dennis Ralston  |
| Rosemary Casals |

| Butch Walts   |
| Kristien Shaw |

| Brian Teacher |
| Kathy May     |

| Frew McMillan |
| Betty Stöve   |

| Frew McMillan |
| Betty Stöve   |